# Jan Lotz
Pour les articles homonymes, voir Lotz.
Jan Willem Lotz, né le 26 août 1910 à Krugersdorp et décédé le 13 août 1986 dans la même ville, est un joueur de rugby à XV qui a joué avec l'équipe d'Afrique du Sud évoluant au poste de talonneur. 

## Biographie
Jan Lotz évolue avec le Transvaal qui dispute la Currie Cup. Il dispute à 26 ans son premier test match le 26 juin 1937 contre les Wallabies. Il joua son dernier test match contre les Lions britanniques le 10 septembre 1938. De 1937 à 1938, il dispute 8 matchs sur les 8 que disputent les Springboks. En 1937, les Springboks rendent visite d'abord aux Wallabies (2-0), puis les Springboks remportent leur série contre les All Blacks (2-1) lors d'un passage en Nouvelle-Zélande. Les All Blacks remportent le premier test match mais s’inclinent lors des deux suivants. Ils ont affaire à forte partie car cette équipe d’Afrique du Sud de 1937 est parfois décrite comme la meilleure qui ait joué en Nouvelle-Zélande. En 1938 les Lions britanniques sont en Afrique du Sud. Deux victoires et une défaite laissent une nouvelle fois les Springboks vainqueurs finaux. La dernière rencontre internationale des Springboks avant la Seconde Guerre mondiale date de 1938. La suivante aura seulement lieu en 1949 mettant fin à la carrière internationale de Jan Lotz en 1938 à 27 ans.

## Statistiques en équipe nationale
- 8 test matchs avec l'équipe d'Afrique du Sud
- 3 points (1 essai)
- Sélections par année : 5 en 1937, 3 en 1938